# (38361) 1999 RY154
1999 RY154 (asteroide 38361) é um asteroide da cintura principal. Possui uma excentricidade de 0.04519450 e uma inclinação de 9.98450º.
Este asteroide foi descoberto no dia 9 de setembro de 1999 por LINEAR em Socorro.